# Uperoleia
Az Uperoleia a kétéltűek osztályának békák (Anura) rendjébe és a Myobatrachidae családba tartozó nem.

## Elterjedése
A nembe tartozó fajok Ausztrália északi és keleti területein, valamint Új-Guineában honosak.

## Rendszerezés
A nembe az alábbi fajok tartoznak:
- Uperoleia altissima Davies, Watson, McDonald, Trenerry, & Werren, 1993
- Uperoleia arenicola Tyler, Davies, & Martin, 1981
- Uperoleia aspera Tyler, Davies, & Martin, 1981
- Uperoleia borealis Tyler, Davies, & Martin, 1981
- Uperoleia crassa Tyler, Davies, & Martin, 1981
- Uperoleia daviesae Young, Tyler, & Kent, 2005
- Uperoleia fusca Davies, McDonald, & Corben, 1986
- Uperoleia glandulosa Davies, Mahony, & Roberts, 1985
- Uperoleia laevigata Keferstein, 1867
- Uperoleia lithomoda Tyler, Davies, & Martin, 1981
- Uperoleia littlejohni Davies, McDonald, & Corben, 1986
- Uperoleia mahonyi Clulow, Anstis, Keogh, & Catullo, 2016
- Uperoleia marmorata Gray, 1841
- Uperoleia martini Davies & Littlejohn, 1986
- Uperoleia micra Doughty & Roberts, 2008
- Uperoleia micromeles Tyler, Davies, & Martin, 1981
- Uperoleia mimula Davies, McDonald, & Corben, 1986
- Uperoleia minima Tyler, Davies, & Martin, 1981
- Uperoleia mjobergii (Andersson, 1913)
- Uperoleia orientalis (Parker, 1940)
- Uperoleia rugosa (Andersson, 1916)
- Uperoleia russelli (Loveridge, 1933)
- Uperoleia saxatilis Catullo, Doughty, Roberts, & Keogh, 2011
- Uperoleia stridera Catullo, Doughty, & Keogh, 2014
- Uperoleia talpa Tyler, Davies, & Martin, 1981
- Uperoleia trachyderma Tyler, Davies, & Martin, 1981
- Uperoleia tyleri Davies & Littlejohn, 1986